# Lucia de Brouckère
Lucia Florence Charlotte de Brouckère (Saint-Gilles, 13 luglio 1904 – Ixelles, 3 novembre 1982) è stata una chimica, femminista e socialista belga, membro della massoneria e attivista laica. Fu la prima donna a lavorare come professore universitario in Belgio in una facoltà di scienze..

## Biografia
Figlia del senatore socialista Louis de Brouckère, una figura di spicco del Partito Operaio Belga (POB), trascorse parte della sua gioventù in esilio a Londra dopo la sconfitta del 1914. In opposizione al dominio dell'epoca, suo padre promosse l'educazione delle ragazze e sostenne il desiderio di questa giovane intellettuale di entrare all'università. Nel 1927 si laurea in chimica con una tesi dal titolo "L'absorption des électrolytes par les surfaces cristallines" che le permette di ottenere il dottorato di ricerca, oltre a un premio della Accademia reale di scienze, lettere e belle arti del Belgio. Quello stesso anno diventa assistente del professor Jean Timmemans (1882-1971), nella facoltà di chimica fisica e del professor Alexandre Pinkus nel laboratorio di chimica analitica.
Durante la fase travagliata degli anni '30, presiedette il Comitato mondiale delle donne contro la guerra e il fascismo. Quindi, nel 1936, sostenne attivamente i repubblicani spagnoli. Durante la seconda guerra mondiale, fu di nuovo costretta all'esilio. Da Londra, ha partecipato alla ricerca strategica, oltre a dirigere la sezione delle industrie chimiche del Ministero degli affari economici del governo belga. È entrata a far parte della massoneria negli anni '60, oltre a numerose associazioni di militanti secolari.
Nel 1945 fu nominata professore ordinario presso l'Université libre de Bruxelles, diventando titolare di chimica generale, chimica analitica e chimica fisica. È la prima donna a ottenere una cattedra universitaria in una facolta scientifica in Belgio. Nel 1958 diventa membro della Société Belge du Chimie. Ha partecipato alla gestione della sua facoltà, come vicepresidente tra il 1959 e il 1960, e tra il 1962 e il 1963, e come presidente tra il 1960 e il 1962.
Nell'ambito della Ligue de l'Enseignement et de l'Education permanente, ha partecipato come vicepresidente a numerosi dibattiti dal 1964. Ha contribuito in particolare alla stesura con Arnould Clausse della lettera della scuola pluralista e ha investito nella ristrutturazione dell'associazione nel 1975. Dalla sua lotta femminista, ricorderemo soprattutto le sue posizioni a favore dell'aborto e il suo contributo alla creazione della pianificazione familiare. Ha anche partecipato alla creazione del Centro per l'azione secolare nel 1969.

## Riconoscimenti
- Nel 1974 è stato creato il "Fondo Lucia de Brouckère" per aiutare i giovani ricercatori in chimica.
- Nel 1983 è stata creata la Fondazione Lucia de Brouckère per la diffusione della scienza.
- Molti dei suoi scritti sono stati raccolti postumi in Un hommage a Lucia de Brouckère (1993).[4]